# Pelochares versicolor
Pelochares versicolor – gatunek chrząszcza z rodziny Limnichidae i podrodziny Limnichinae.

## Taksonomia
Gatunek opisany został w 1833 roku przez Josepha Waltla, jako Limnichus versicolor.

## Opis
Ciało długości od 2 do 2,2 mm, ubarwione czarno lub ciemnobrunatno, metalicznie błyszczące. Pokrywy rzadko owłosione, wyraźnie i silnie punktowane, przy czym punkty dochodzą do szwu.

## Biologia i ekologia
Zasiedla obszary nizinne i podgórskie. Bytuje na piaszczystych pobrzeżach wód i na wilgotnych czarnych glebach torfowiskowych oddalonych od nich.

## Rozprzestrzenienie
W Europie wykazany został z Austrii, Balearów, Belgii, Bułgarii, Cypru, europejskiej Turcji, Francji, Hiszpanii, Holandii, Korsyki, Niemiec, Polski, Portugalii, Rumunii, Sardynii, Słowacji, Sycylii, Szwajcarii, Węgier i Włoch. Ponadto znany z Azji Mniejszej, Kaukazu, Zakaukazia i Himalajów.
W Polsce rzadki, znany z niewielu stanowisk.